# Eustenophasma fuscata
Eustenophasma fuscata là một loài bướm đêm trong họ Geometridae.